# Мете Газоз
Мете Газоз (тур. Mete Gazoz, нар. 8 червня 1999) — турецький лучник, олімпійський чемпіон 2020 року.

## Виступи на Олімпіадах
| Олімпіада           | Дисципліна             | Місце |
| ------------------- | ---------------------- | ----- |
| Ріо-де-Жанейро 2016 | індивідуальна першість | 17    |
| Токіо 2020          | індивідуальна першість | 1     |
| Токіо 2020          | змішана команда        | 4     |
| Париж 2024          | індивідуальна першість | 5     |
| Париж 2024          | командна першість      | 3     |
| Париж 2024          | змішана команда        | 9     |